# Aszaló
Aszaló (hongrois : Aszaló [ˈɒsɒloː]) est une localité hongroise située dans le comitat de Borsod-Abaúj-Zemplén.

## Site et localisation

### Topographie et hydrographie
La localité est située à 18 kilomètres au nord-est de Miskolc, au centre du comitat de Borsod-Abaúj-Zemplén, sur la rive gauche du Hernád qui forme d'ailleurs sa frontière orientale. La rivière Bársonyos traverse le village du nord au sud.

## Histoire

### Des origines au XVe siècle
La première mention écrite d'Aszaló remonte à 1275, sous le nom d'Ozalou, dans un document rédigé sous le règne de Ladislas IV de Hongrie. À cette époque, la localité appartient à Manhard, un membre de la puissante famille Aba. Sa relative importance est attestée par la présence d'un prêtre payant la dîme papale, comme le rapporte un registre de l'évêché d'Eger.
Dès la fin de l'époque árpádienne, la viticulture et l'arboriculture fruitière se développent dans la région, notamment à Aszaló, Forró, Garadna, Hidasnémeti et Szikszó. La culture de la vigne et la production de vin y deviennent des activités traditionnelles.
Au XIVe siècle, Aszaló est citée sous plusieurs variantes orthographiques dans les registres de l'évêché. En 1329, un document mentionne la localité sous le nom d' Azalo possessió, en précisant qu'elle est limitrophe de Vadász et Jánostelke. En 1332, elle apparaît sous le nom d' Asalo dans un registre de dîmes.
Sous le règne de Sigismond de Luxembourg, la localité devient un domaine royal jusqu'en 1407, date à laquelle le roi l'attribue au chapitre de Nagyvárad. Dès le XVe siècle, Aszaló est un centre agricole prospère, réputé pour sa production viticole, son élevage de chevaux et son apiculture.

### Aszaló sous les troubles des XVIe siècle et XVIIe siècle
Durant le XVIe siècle, le village est touché par les troubles qui secouent le royaume de Hongrie. En 1514, Aszaló est impliquée dans la révolte paysanne dirigée par György Dózsa, à laquelle participent activement Tamás Aszalói Kecskés et Lőrinc Megyaszói Mészáros. La bataille de Mohács en 1526 marque le début d'une période de luttes de pouvoir dans la région. En 1541, le roi Ferdinand Ier engage la ville à Gáspár Serédi. En 1549, le chapitre de Nagyvárad perd définitivement la possession de la localité.
Aszaló se distingue également par son niveau d'instruction relativement avancé pour l'époque : dès la deuxième moitié du XVIe siècle, la localité possède déjà une école pour garçons et une autre pour filles.
Sous domination ottomane, Aszaló subit une forte pression fiscale. Dès 1615, elle doit payer un tribut annuel comprenant 300 forints, du miel, du beurre et du vin à l'administration ottomane. Cette pression s'accentue avec le temps. Malgré l'occupation, Aszaló continue de servir de lieu d'assemblées comitales pour le comitat d'Abaúj et celui de Borsod.
En 1679, la localité est le théâtre d'une bataille entre les forces impériales dirigées par La Borde et les insurgés kuruc d'Imre Thököly. Les troupes impériales, en infériorité numérique, sont sévèrement battues, et de nombreux soldats périssent dans le Hernád.

### Du XVIIIe siècle au XIXe siècle: un village en mutation

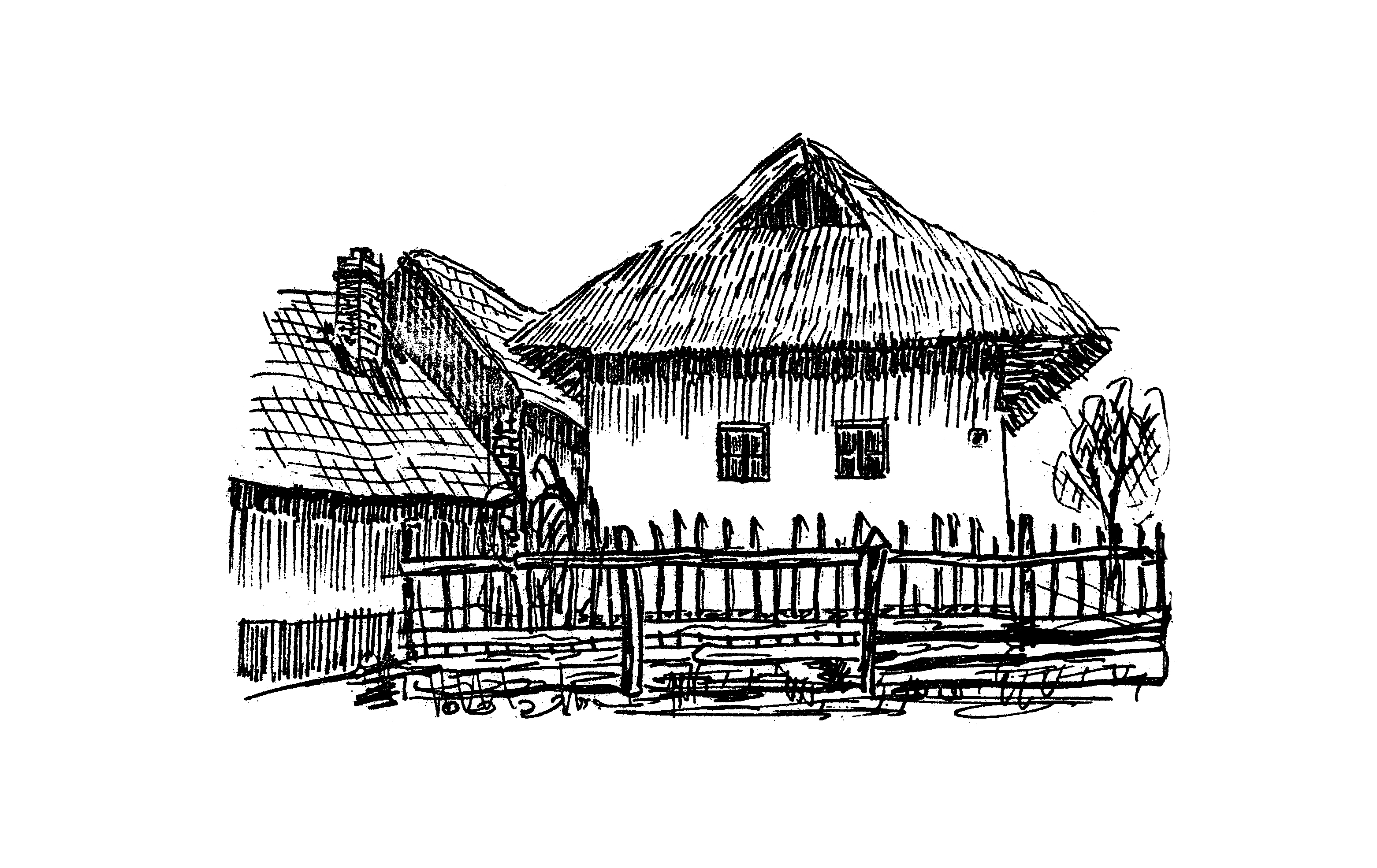
Maison paysanne au toit de chaume à Aszaló au XIXe siècle.

Après l'expulsion des Ottomans, Aszaló revient au chapitre de Nagyvárad sous le règne de Marie-Thérèse d'Autriche. La viticulture et l'élevage de chevaux connaissent alors un nouvel essor. Toutefois, le XIXe siècle est marqué par plusieurs événements qui affectent la localité.
Le début du XIXe siècle est marqué par les réformes modernisatrices du royaume de Hongrie, qui s'inscrivent dans le mouvement général de transformation de l'Europe. Toutefois, la révolution hongroise de 1848-1849 entraîne d'importantes perturbations dans la région. De nombreux habitants d'Aszaló prennent part aux combats et certains y trouvent la mort. Des indices suggèrent que les affrontements ont également causé des destructions dans la localité elle-même.
Sur le plan administratif, Aszaló fait l'objet de plusieurs changements territoriaux au cours du siècle. Longtemps rattachée au comitat de Borsod, la localité fait l'objet d'une revendication d'Abaúj dès 1791. En échange, ce dernier propose de céder les villages d'Onga et de Belsőbőcs à Borsod. La question est soumise à une commission nationale, mais la procédure s'étire sur plusieurs décennies avant qu'Aszaló ne soit officiellement rattachée au comitat d'Abaúj en 1824. Toutefois, les disputes entre les deux comitats persistent. En 1843, Borsod réclame à nouveau Aszaló, et en 1880, il affirme que l'échange avec Belsőbőcs n'a jamais été officiellement validé.
En 1824 et 1854, de violents incendies ravagent une grande partie du village, mais celui-ci est chaque fois reconstruit.
Comme une grande partie de la Hongrie, Aszaló est touchée par les grandes épidémies de choléra du XIXe siècle. En 1831, l'épidémie fait une centaine de victimes dans la localité. En 1873, une nouvelle vague de choléra cause 86 décès.
La phylloxéra, arrivée en Hongrie en 1875, détruit les vignobles de la région dans les années suivantes. En 1892, les vignes d'Aszaló sont entièrement ravagées, mettant un terme à une tradition viticole séculaire.

### Des bouleversements du XXe siècle à la modernisation soviétique

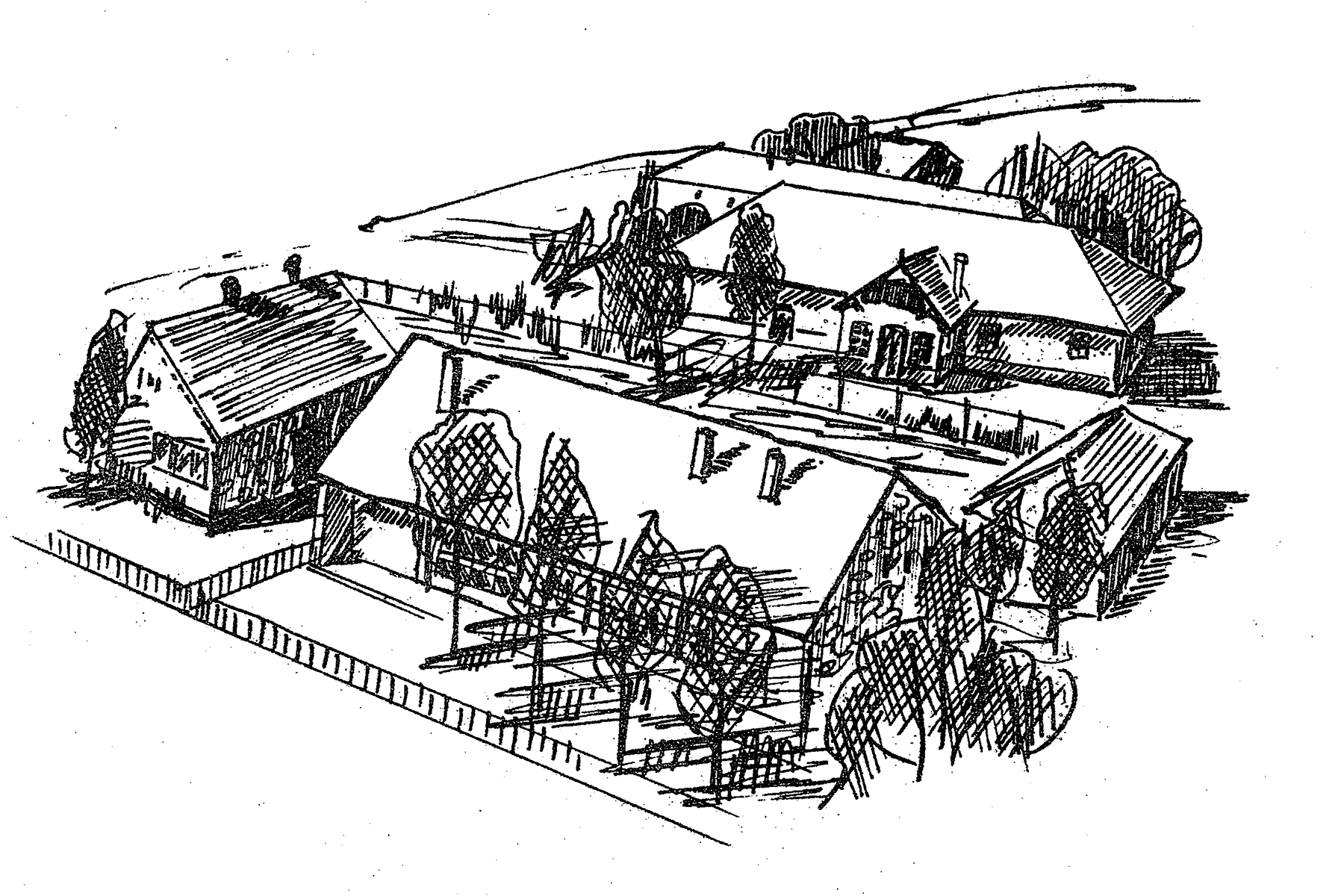
La maire et la Maison de la culture Tamás Kecskés construites au début des années 1950.

Durant la Première Guerre mondiale, Aszaló perd 59 habitants. L'électrification commence en 1922 avec une première tentative d'alimentation en électricité, qui échoue rapidement. Ce n'est qu'en 1930 que la localité est connectée au réseau électrique de Miskolc.
En 1944, lors de la Seconde Guerre mondiale, la communauté juive locale est déportée à Auschwitz, et la guerre coûte la vie à 42 autres habitants de la localité.
Après la guerre, Aszaló entre dans une phase de transformation sous le régime communiste. En 1948, les écoles confessionnelles sont nationalisées. En 1949, un kolkhoze est fondé sous le nom de Szabadság Mg. Tsz. L'industrialisation touche partiellement la région, mais Aszaló reste une localité à dominante agricole.
Les infrastructures se développent dans les années 1950-1970. En 1950, la mairie est construite, suivie en 1951 par une maison de la culture. Le réseau routier est modernisé avec la construction de la route principale en 1955 et de la route de Košice en 1967. En 1970, un réseau d'approvisionnement en eau potable est mis en place.
Aujourd'hui, Aszaló conserve son caractère rural tout en étant intégrée aux réseaux de transport et aux activités économiques du comitat de Borsod-Abaúj-Zemplén.

## Population

### Tendances démographiques
Lors du recensement de 2011, la commune comptait 1 902 habitants dont 80 % de Magyars et 20 % de Roms.
| 1869  | 1881  | 1891  | 1900  | 1910  | 1920  | 1930  | 1941  |
| ----- | ----- | ----- | ----- | ----- | ----- | ----- | ----- |
| 1 688 | 1 598 | 1 571 | 1 641 | 1 644 | 1 679 | 1 829 | 1 893 |

| 1949  | 1960  | 1970  | 1980  | 1990  | 2001  | 2011  | - |
| ----- | ----- | ----- | ----- | ----- | ----- | ----- | - |
| 1 814 | 1 959 | 2 193 | 2 022 | 1 868 | 2 038 | 1 902 | - |

### Minorités culturelles et religieuses
Au début du XXIe siècle, la population d'Aszaló est majoritairement composée de Hongrois et de Roms (principalement romani et beás).
Lors du recensement de 2001, 83 % des habitants se déclaraient Hongrois et 17 % roms.
En 2011, la proportion de Hongrois était de 88,7 %, tandis que 18,1 % des habitants s'identifiaient comme roms, 0,3 % comme allemands et 11,3 % n'avaient pas répondu à la question (les doubles identités expliquent un total dépassant 100 %). Sur le plan religieux, 48,6 % des habitants étaient catholiques romains, 27,1 % réformés, 4,2 % grecs-catholiques, et 3,9 % se déclaraient sans religion (15,5 % n'ont pas répondu).
En 2022, la population reste largement magyar (89 %), tandis que 6,3 % se déclarent roms, 0,2 % allemands et rusyns, et 0,1 % bulgares, slovaques, serbes et polonais. 1,7 % se revendiquent d'une autre nationalité non hongroise, et 11 % des habitants n'ont pas répondu. Concernant la répartition religieuse, la part de catholiques romains chute à 24,2 %, celle des réformés à 18 %, et celle des grecs-catholiques à 3,7 %. 7,2 % des habitants se déclarent sans affiliation religieuse, tandis que 45,6 % n'ont pas répondu à la question.

## Équipements

### Éducation
La commune comporte une garderie (Napközi), une école maternelle (Óvoda) et une école primaire (Általános Iskola). Les trois établissements sont situés à proximité de la mairie.

### Vie culturelle
La localité est dotée d'une Maison de la Culture (Művelődési Ház) et d'une association de retraités nommée Club des Seniors « Crépuscule d'Automne » rassemblant une cinquantaine de personnes.

### Santé et sécurité
Un seul cabinet médical est située à Aszaló, ouvert tous les jours de la semaine.

### Réseaux extra-urbains
Aszaló est traversé par la route principale 3 qui permet de rejoindre Miskolc et l'autoroute M30.
La gare d'Aszaló est desservie par la Miskolc–Hidasnémeti de la MÁV.
|            | Kázsmárk | Halmaj           |
| Alsóvadász | Aszaló   | Szentistvánbaksa |
|            | Szikszó  |                  |

## Organisation administrative
Le maire de la commune, Károly Árvai (Indépendant), a été élu en 2010. Le conseil municipal se compose de six personnes en plus du bourgmestre : 
- Bourgmestre-adjoint : Bertalan Tamás
- Csaba Bodnár
- Szabolcs Oszcsenda
- Gábor Homonnay (Fidesz-KDNP)
- Dr. István Mészáros
- Gábor Surányi

Les dernières élections locales se sont tenues le 3 octobre 2010 avec un taux de participation de 59,43 %, soit 832 personnes.
| Nom du candidat     | Parti       | Suffrages | Pourcentage |
| ------------------- | ----------- | --------- | ----------- |
| Károly Árvai        | Indépendant | 344       | 41,95 %     |
| Gábor Zsolt Horváth | Fidesz-KDNP | 49        | 5,98 %      |
| Dr. Zoltán Mészáros | Indépendant | 328       | 40,00 %     |
| József Tóth         | Indépendant | 99        | 12,07 %     |

## Patrimoine local
Aszaló possède un patrimoine religieux significatif, marqué par ses églises catholique et réformée, qui témoignent de l'histoire mouvementée du village.

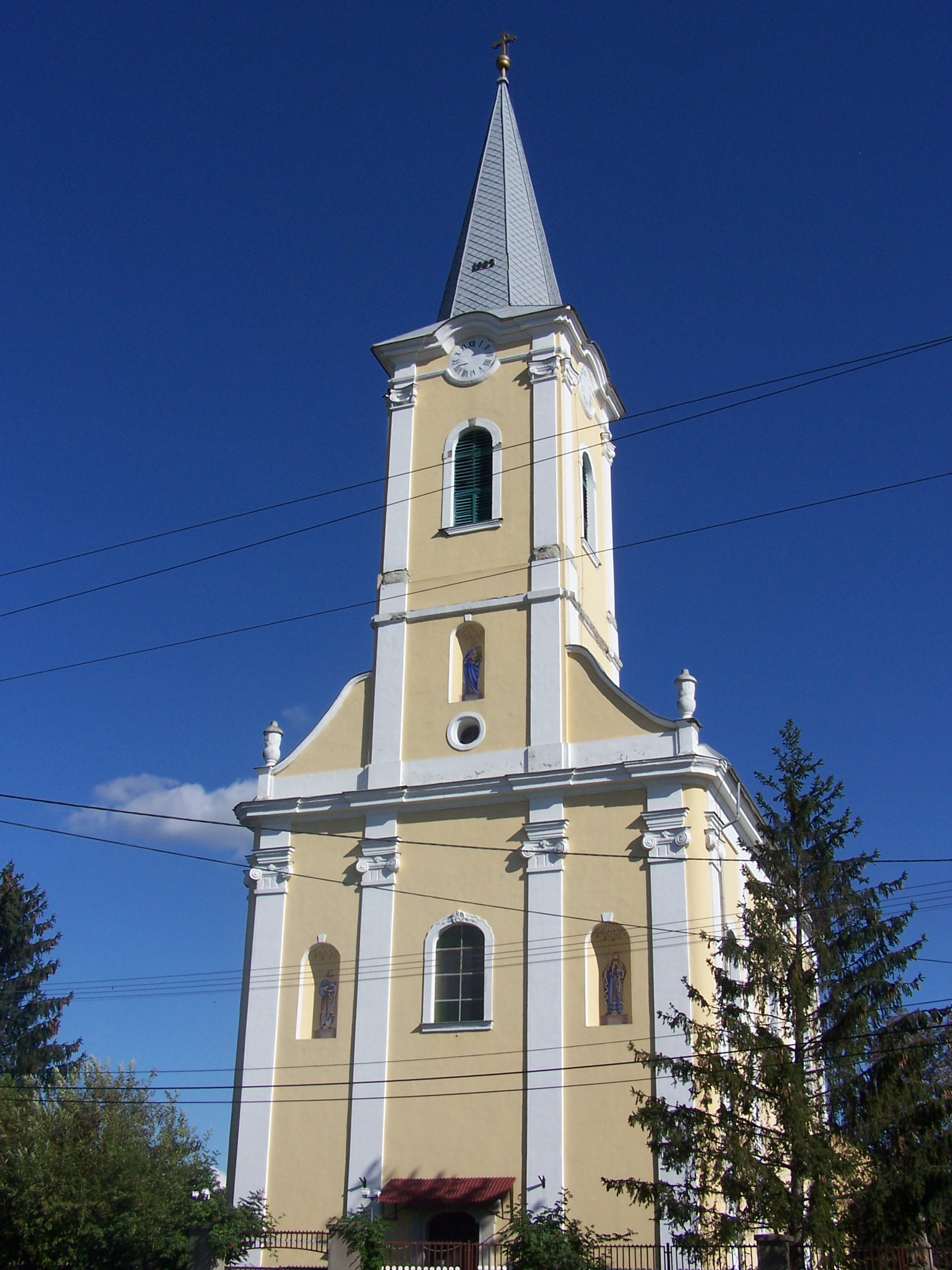
L'église catholique romaine.

L'église catholique romaine actuelle a été construite au XVIIIe siècle, après que des colons catholiques furent installés en 1693 pour repeupler la localité. L'évêque Károly Eszterházy lança la construction du nouvel édifice en 1766, avec le soutien du chapitre de Nagyvárad, alors seigneur des lieux. Seul le chœur et la sacristie furent achevés cette année-là, tandis que la nef fut complétée en 1777 et l'aménagement intérieur terminé en 1803. Le clocher, abritant à l'origine quatre cloches, fut endommagé par l'incendie de 1824. Après la Première Guerre mondiale, trois de ces cloches furent réquisitionnées pour être fondues à des fins militaires, et une seule fut remplacée. L'église, de style baroque, possède un orgue à sept registres et un retable illustrant le miracle de saint Ladislas faisant jaillir une source. L'édifice a fait l'objet d'une rénovation extérieure complète à la fin des années 2010.
L'église réformée trouve ses origines au début du XVIIe siècle. Selon des sources archivistiques, la communauté réformée d'Aszaló était déjà structurée en 1603, bien que des traces de la présence d'un pasteur à une assemblée ecclésiastique à Szikszó remontent à 1590. L'église actuelle, de style baroque tardif, a été construite entre 1795 et 1797 en pierres transportées sur de longues distances, remplaçant des édifices antérieurs de moindre qualité. Son clocher, haut de 38 mètres, fut ajouté en 1827. L'église fut ravagée par deux incendies majeurs en 1824 et 1854, entraînant la destruction de son clocher et la fonte de ses cloches. Celles-ci furent remplacées progressivement au fil du XIXe siècle, mais deux furent à nouveau réquisitionnées durant la Première Guerre mondiale. L'intérieur de l'église, restauré en 1924, comprend une chaire baroque en pierre et une orgue construite par Ottó Rieger la même année.
Aszaló possède également un riche héritage éducatif lié à ses institutions religieuses. Dès le XVIIe siècle, plusieurs étudiants locaux s'inscrivent au collège réformé de Sárospatak, une tradition qui se poursuit durant les siècles suivants. Une école de garçons et une école de filles existaient dès 1770, mais elles furent progressivement modernisées, notamment avec la construction d'un nouveau bâtiment scolaire en 1890.

## Médias
La commune possède une journal bisannuel nommé Aszalói Krónika. Les habitants du village peuvent également capter une radio locale : Hernádvölgye Rádió (FM 92.4), la « Radio de la Vallée du Hernád ».

## Vie sportive
Aszaló ne dispose que d'un seul club sportif, l'Aszalói SE dont l'équipe de football évolue en première division départementale (D4). La formation a atteint son meilleur résultat lors de la saison 2011/2012 avec une cinquième place dans le premier championnat du comitat de Borsod-Abaúj-Zemplén.
On ne trouve qu'un seul terrain de football dans la commune, situé sur la route Kossuth. 

## Cultes
Aszaló comprend deux lieux de culte, une église catholique ainsi qu'une église réformée.

## Personnalités liées à la localité
Tamás Aszalói Kecskés fut l'un des chefs de la révolte paysanne de 1514 dans la région d'Abaúj, aux côtés de Lőrinc Megyaszói Mészáros. Leur appel à la mobilisation, adressé à Kassa, les désigne comme Principes cruciferorum (princes des croisés). Si son rôle exact reste méconnu, plusieurs auteurs, comme Sándor Gergely et Pál Szabó, l'ont romancé. Son nom est aujourd'hui conservé dans une rue et la Maison de la culture Tamás Kecskés au centre d'Aszaló.
Victime des procès jacobins de 1795, János Aszalay Szabó, ancien précepteur des fils de Ferenc Kazinczy, est accusé de trahison pour avoir reçu une copie du Catéchisme de la Liberté et de l'Égalité. Condamné à trois ans de prison, il meurt en 1796 à Graz.
Né à Aszaló, Ignác Szendrey est le père de Júlia Szendrey, épouse de Sándor Petőfi. Après des études au Georgikon de Keszthely, il devient administrateur des domaines des Festetics, puis des Károlyi à Erdőd. Durant la révolution de 1848, il trouve refuge à Debrecen, où il cohabite avec les Petőfi.
József Göőz, né en 1855, devient enseignant et pédagogue après avoir poursuivi ses études à Budapest. Spécialisé en philosophie et pédagogie, il enseigne dans plusieurs localités et voyage en Allemagne, Suisse et Italie. Il publie de nombreux articles sur l'éducation. Son nom est aujourd'hui porté par l'école élémentaire József  Göőz d'Aszaló.
László Orosz (1903-1972), enseignant et historien local, dirige l'école d'Aszaló de 1959 à 1963. Passionné d'ethnographie et d'histoire, il collecte des données sur le passé de la localité et publie en 1970 Aszalói Krónika, référence sur l'histoire du village.
Parmi les citoyens d'honneur de la localité figure Géza Farkas (1874-1950), colonel de hussards, député et administrateur de l'Église réformée de Tiszáninnen.